# Ninja Gaiden (videogioco 2004)
Ninja Gaiden è un videogioco di azione e avventura in 3D, pubblicato in esclusiva per Xbox nel 2004. Insieme a svariati altri titoli, il gioco fa parte della serie di Ninja Gaiden, che vede come protagonista il ninja Ryu Hayabusa.
Inizialmente il gioco venne pensato per la Playstation 2, ma dopo un primo sviluppo si decise di renderlo esclusiva Xbox.
Approfittando delle enormi potenzialità tecniche di Xbox, il Team Ninja decise di riproporre una delle classiche formule dei giochi d'azione anni novanta in versione completamente rinnovata, arrivando a pubblicare questo titolo, che viene tuttora considerato uno dei migliori action-game di tutti i tempi. All'epoca dell'uscita, Ninja Gaiden venne acclamato per la sua realizzazione grafica stupefacente, oltre che per una giocabilità ai limiti della perfezione. Il gioco ottenne recensioni entusiastiche in tutti i paesi del mondo ed il suo successo fu tale da indurre il Team Ninja a realizzarne un sequel e ben due remake.

## Ambientazione

### Personaggi
Il protagonista della serie è il giovane ninja Ryu Hayabusa, ragazzo di poche parole ma vasta saggezza, dotato di incommensurabile talento per le arti marziali. Durante la sua avventura, Ryu viene occasionalmente affiancato da Ayane, allieva di suo zio Murai, che agisce in qualità di spia, inseguendolo di nascosto e comparendo in limitate circostanze per fornirgli aiuto ed informazioni. Inoltre, il protagonista finisce per imbattersi nella cacciatrice di demoni Rachel, in cerca di sua sorella Alma. Un ulteriore personaggio secondario è Muramasa, un vecchio fabbro che si offre di aiutare Ryu, vendendogli armi ed altri oggetti.
I principali avversari di Ryu sono i demoni, persone trasformate in creature mostruose a causa di un maleficio. Uno di loro, Doku, ricopre un ruolo maggiore nella storia, essendo colui che mette in moto l'intera vicenda.

### Trama
La storia del gioco ruota attorno alla Spada del Drago Nero, un'antica spada forgiata dalle ossa di un drago nero. Secondo le leggende, questa spada incantata sarebbe stata in grado di assorbire il male, trasformando chiunque osasse impugnarla in un'incarnazione del male stesso. Per questa ragione, la spada era stata custodita per secoli dai Guerrieri del Drago, i cui discendenti fanno parte del clan ninja Hayabusa. Il loro solenne compito è quello di impedire che la spada possa cadere nelle mani sbagliate.
Un giorno il giovane ninja Ryu Hayabusa ricevette in custodia la spada mentre suo padre Joe, il capo del clan, era fuori in missione. Durante una visita al quartier generale del clan delle Ombre, Ryu venne a sapere da Ayane che il suo villaggio era stato messo a ferro e fuoco da una legione di misteriosi samurai malvagi. Precipitatosi al villaggio, dopo aver sconfitto numerosi avversari, Ryu finì col trovarsi al cospetto di Doku, un potentissimo demone dalle sembianze di samurai dalla nera armatura. In un breve duello, Doku passò il giovane Ryu a fil di spada, lasciandolo morente sul campo di battaglia e portando via con sé la Spada del Drago Nero.
Resuscitato dal potere soprannaturale di un falco, simbolo spirituale del clan Hayabusa, il giovane Ryu decise quindi di imbarcarsi in un viaggio all'inseguimento del demone che aveva osato infangare il suo nome.

## Modalità di gioco
Essendo un gioco improntato soprattutto sul genere avventura dinamica e combattimento non esistono modalità multiplayer, né offline, né online. La modalità di gioco selezionabile dal giocatore è perciò solo "Story Mode" su cui è sviluppata tutta la trama del videogioco. In seguito all'uscita del titolo Microsoft mise in vendita sul circuito Xbox Live, l'Hurricane Pack, che aggiungeva una seconda modalità di gioco, sempre single player, denominata "Mission Mode". Caratteristica peculiare di questa nuova modalità era che il giocatore si trovava ad affrontare (in arene delimitate), un finito numero di ondate di avversari. Se il giocatore riusciva a sopravvivere alla prima arena poteva accedere alla seconda (con un maggiore livello di difficoltà, e così via) e sbloccare ulteriori contenuti speciali del gioco. Le cosiddette "missioni" (ovvero le arene) sono di diverse tipologie a seconda degli avversari che vi si trovano e dell'ambiente da cui sono ricavate (quasi sempre ambienti visitati durante lo Story Mode).
In seguito al grande successo riscosso dal titolo, Microsoft pubblicò, nell'ottobre 2005, un'edizione speciale del titolo chiamata Ninja Gaiden Black, la quale, oltre a due nuovi livelli di difficoltà dello Story Mode, incorporava anche i due Hurricane Pack, comprensivi del Mission Mode e dei contenuti speciali sbloccabili con esso.
Entrambe le modalità, Story e Mission, hanno il medesimo controllo del personaggio, con visuale in terza persona e gestione automatica della telecamera e, proprio a causa di questo aspetto, quest'ultima ha ricevuto diverse critiche causa la poca intuitività che assume la visuale in certi momenti di gioco aumentando la difficoltà sotto molti aspetti.

## Sviluppo

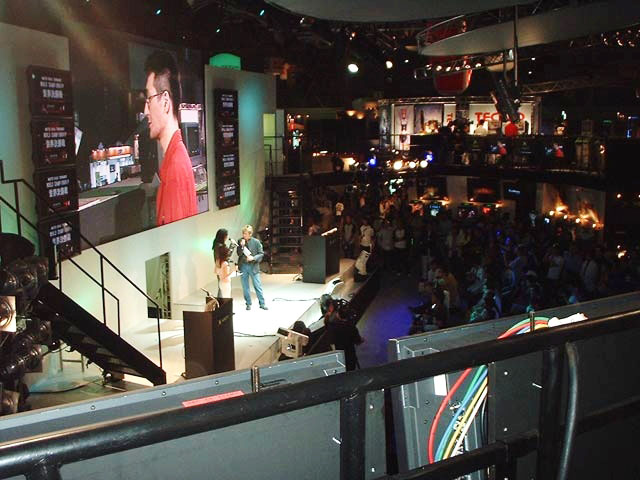
Le finali del campionato mondiale 2004. Sul palco, assieme ai presentatori, Tomonobu Itagaki. Sul piano rialzato (davanti alla scritta "tecmo") e sullo schermo, i finalisti

Il Next-Generation Ninja Gaiden Project ("Progetto per il Ninja Gaiden della prossima generazione") ha avuto inizio nel 1999 ed era pianificata la sua distribuzione per le schede da bar SEGA Naomi. Il gioco fu rinviato diverse volte, prima per il Dreamcast e successivamente per la PlayStation 2. Nel 2001 la Tecmo ha annunciato l'esclusività del lancio del gioco sulla Xbox. Il gioco venne quindi ottimizzato per la console della Microsoft e pubblicato all'inizio del 2004.
Successivamente sono stati distribuiti due Hurricane Pack, degli aggiornamenti disponibili online sul servizio Xbox Live. Il primo rende il gioco ancora più difficile e contiene diversi cambiamenti riguardanti gli oggetti presenti nel gioco, i nemici e i costumi sbloccabili una volta terminato il gioco. Il secondo fa invece parte del Master Ninja Tournament, un torneo online dove i giocatori affrontano vari livelli di difficoltà crescente in modo da acquisire un punteggio tale da permettergli di scalare la classifica di "migliori giocatori mondiali di Ninja Gaiden".

## Altre versioni
- Ninja Gaiden Black (2005)
- Ninja Gaiden Sigma (2007)
- Ninja Gaiden Sigma Plus (2012)